# Prognorisma reticulata
Prognorisma reticulata är en fjärilsart som beskrevs av Igor Kozhanchikov 1924. Prognorisma reticulata ingår i släktet Prognorisma och familjen nattflyn. Inga underarter finns listade i Catalogue of Life.